# Championnat d'Espagne de rink hockey 2016-2017
Navigation
Édition précédente Édition suivante
L'édition 2016-2017 de la OK Liga se joue du 24 septembre 2016 au 3 juin 2017. Le championnat regroupe 16 clubs.
Le FC Barcelone remporte pour la 28e fois le titre.

## Équipes
- FC Barcelone Lassa
- Reus Deportiu La Fira
- HC Liceo
- CP Vic
- CP Voltregà
- CE Vendrell
- Igualada Calaf Grup
- CE Noia Freixenet
- ICG Software Lleida
- Enrile Pas Alcoy
- Recam Laser CH Caldes
- CH Lloret Vila Esportiva
- Citylift Girona CH
- CP Reicomsa Alcobendas
- Cafès novell CP Vilafranca Capital del Vi
- CP Manlleu

## Saison régulière

### Classement
| Rang | Équipe                                    | Pts | J  | G  | N  | P  | Bp  | Bc  | Diff |
| ---- | ----------------------------------------- | --- | -- | -- | -- | -- | --- | --- | ---- |
| 1    | FC Barcelone T                            | 75  | 30 | 24 | 3  | 3  | 142 | 65  | +77  |
| 2    | Reus Deportiu La Fira                     | 66  | 30 | 20 | 6  | 4  | 137 | 85  | +52  |
| 3    | HC Liceo                                  | 61  | 30 | 19 | 4  | 7  | 119 | 85  | +34  |
| 4    | CP Vic                                    | 59  | 30 | 18 | 5  | 7  | 120 | 83  | +37  |
| 5    | CP Voltregà                               | 53  | 30 | 15 | 8  | 7  | 86  | 62  | +24  |
| 6    | CE Vendrell                               | 51  | 30 | 15 | 6  | 9  | 105 | 93  | +12  |
| 7    | Igualada Calaf Grup                       | 42  | 30 | 12 | 6  | 12 | 93  | 92  | +1   |
| 8    | CE Noia Freixenet                         | 38  | 30 | 10 | 8  | 12 | 86  | 86  | 0    |
| 9    | ICG Software Lleida                       | 36  | 30 | 10 | 6  | 14 | 86  | 104 | -18  |
| 10   | Enrile Pas Alcoy                          | 32  | 30 | 9  | 5  | 16 | 93  | 117 | -24  |
| 11   | Recam Laser CH Caldes                     | 32  | 30 | 8  | 8  | 14 | 71  | 86  | -15  |
| 12   | CH Lloret Vila Esportiva                  | 30  | 30 | 8  | 6  | 16 | 60  | 93  | -33  |
| 13   | Citylift Girona CH                        | 29  | 30 | 8  | 5  | 17 | 71  | 99  | -28  |
| 14   | CP Reicomsa Alcobendas                    | 23  | 30 | 6  | 5  | 19 | 89  | 129 | -40  |
| 15   | Cafès novell CP Vilafranca Capital del Vi | 23  | 30 | 6  | 5  | 19 | 69  | 114 | -45  |
| 16   | CP Manlleu                                | 22  | 30 | 4  | 10 | 16 | 68  | 102 | -34  |

|     | Qualification en Ligue européenne 2017-2018 |
|     | Qualification en Coupe CERS 2017-2018       |
|     | Relégation en Primera Division              |
| (T) | Tenant du titre                             |
| (P) | Promu                                       |
| (C) | Vainqueur de la coupe d'Espagne             |

## Classement des buteurs
| Pl. | Nom                         | Club                  | Buts |
| --- | --------------------------- | --------------------- | ---- |
| 1   | Raul Marin Martin           | Reus Deportiu La Fira | 38   |
| 2   | Pablo Federico Alvarez Vera | FC Barcelone Lassa    | 36   |
| 3   | Ferran Formatje Cuays       | Enrile PAS Alcoy      | 31   |